# Lissocricus howlandi
Lissocricus howlandi är en mångfotingart som beskrevs av Chamberlin 1953. Lissocricus howlandi ingår i släktet Lissocricus och familjen Rhinocricidae. Inga underarter finns listade i Catalogue of Life.